# 嶽麓山忠烈祠
岳麓山忠烈祠位于中国湖南省长沙市岳麓区岳麓山赫石坡，坐落在湖南师范大学校园内，与岳王亭、爱国诗词碑廊、七十三军抗战阵亡将士公墓等组成了岳麓山抗战文化园。
忠烈祠占地303.5平方米，祠内面积l34.59平方米。祠内现存“允武且仁”额，为刘建绪题，谭延闿书，正面檐柱镌联。祠的左侧壁上有刘建绪撰书的第四路军阵亡将士麓山忠烈祠记。

## 历史沿革
忠烈祠原为纪念民族英雄岳飞的岳王庙。1939年，由当时国民革命军第十集团军总司令刘建绪主持改建为忠烈祠，旨在纪念抗战阵亡将士。
2005年，在纪念抗日战争胜利60周年之际，湖南师范大学对麓山忠烈祠进行了全面修缮，开办了湖南抗战史展览。
2015年，在纪念抗日战争胜利70周年之际，湖南师范大学与岳麓区政府联合对麓山忠烈祠进行了又一次维修，开办了长沙抗战史展览。